# Драгомірешть-Вале (комуна)
Драгомірешть-Вале, Драгомірешті-Вале (рум. Dragomirești-Vale) — комуна у повіті Ілфов в Румунії. До складу комуни входять такі села (дані про населення за 2002 рік):
- Драгомірешть-Вале (1213 осіб)
- Драгомірешть-Дял (2195 осіб)
- Зурбауа (857 осіб)

Комуна розташована на відстані 13 км на захід від Бухареста, 133 км на південь від Брашова.

## Населення
За даними перепису населення 2002 року у комуні проживали 4265 осіб.
Національний склад населення комуни:
| Національність | Кількість осіб | Відсоток |
| -------------- | -------------- | -------- |
| румуни         | 4254           | 99,7%    |
| цигани         | 6              | 0,1%     |

Рідною мовою назвали:
| Мова      | Кількість осіб | Відсоток |
| --------- | -------------- | -------- |
| румунська | 4262           | 99,9%    |

Склад населення комуни за віросповіданням:
| Релігія                             | Кількість осіб | Відсоток |
| ----------------------------------- | -------------- | -------- |
| православні                         | 4202           | 98,5%    |
| бретрени                            | 14             | 0,3%     |
| лютерани                            | 14             | 0,3%     |
| адвентисти                          | 5              | 0,1%     |
| п'ятдесятники                       | 4              | 0,1%     |
| баптисти                            | 4              | 0,1%     |
| мусульмани                          | 4              | 0,1%     |
| римо-католики                       | 3              | 0,1%     |
| лютерани (Аугсбурзького сповідання) | 1              | < 0,1%   |